# Haploperla parkeri
Haploperla parkeri är en bäcksländeart som beskrevs av Kirchner och Boris C. Kondratieff 2005. Haploperla parkeri ingår i släktet Haploperla och familjen blekbäcksländor. Inga underarter finns listade i Catalogue of Life.